# Eleutherodactylus ibischi
Eleutherodactylus ibischi là một loài ếch trong họ Leptodactylidae. Chúng là loài đặc hữu của Bolivia.
Các môi trường sống tự nhiên của chúng là các khu rừng khô nhiệt đới hoặc cận nhiệt đới, vườn nông thôn, và các khu rừng trước đây bị suy thoái nặng nề. Loài này đang bị đe dọa do mất môi trường sống.